# Ну (народ)
Ну (эну, нусу, жожо; кит. упр. 怒族, пиньинь Nù Zú) — народ в Китае (северо-запад провинции Юньнань) и в пограничных районах Мьянмы. Численность в Китае составляет 28 759 человек, в Мьянме — 35 тыс. человек. Соседние народности называют ну по-разному: нуба, нани, нужань, ча, эбань.
Gòngshān Dúlóngzú Nùzú Zìzhìxiàn.

## Ареал расселения
В провинции Юньнань народ расселён в Гуншань-ну-дулунском автономном уезде, уездах Фугун и Лушуй Нуцзян-Лисуского автономного округа, а также в уездах Бицзян, Ланьнин, Вэйси. Ну населяют также уезды Чаюй и Чавалун района Чамбо (Чеснов 1999: 387).

## Язык
Говорят на языке нусу северной подгруппы лолойской группы лоло-бирманской ветви тибето-бирманских языков. В состав народности ну входят также группа, говорящая на языке анонг (нунг, кит. упр. 农族, пиньинь Nóng Zú; ок. 400 чел. в уездах Гуншань и Чаюй) нунгской ветви, родственный дулунам. Часть ну говорит на языке лису (в уезде Фугун).

## Хозяйство и основные занятия
Основное занятие народности — земледелие. На орошаемых полях они выращивают пшеницу, некоторые сорта проса, овёс, рис, бобовые, овощи, ямс, таро, коноплю, но главным образом кукурузу и гречиху. Наряду с деревянной мотыгой, сохранившейся до самого последнего времени, использовали железные сельскохозяйственные орудия, заимствованные у сифань и бай. Сейчас землю обрабатывают плугом, в который обычно запрягают пару быков. Прочно сохранился подсечно-огневой способ обработки земли, но ну знали и искусственное орошение. Не менее важное занятие — охота на диких животных и птиц. Скотоводством ну не занимаются, но содержат крупный рогатый скот (преимущественно буйволов), который выменивают у соседних народностей. На реках сетями ловят рыбу. Из подсобных промыслов и ремёсел развито изготовление из бамбука посуды и корзин различного назначения, ткачество (из конопли), кузнечное ремесло (в меньшей мере). Ну занимаются также сбором лекарственных трав, лака, грецких орехов, плодов тунгового дерева (Толстов 1965: 594).

## Система родовых отношений
До недавнего времени у ну ещё сохранялись многие черты первобытнообщинной организации. Обычно в одной деревне жило несколько больших семей, происходящих от одного предка; общину возглавлял старейшина — эша. В то же время в деревне поселялись выходцы из других деревень и даже люди других национальностей, что говорит о нарушении кровнородственных связей в общине ну. Земельная собственность выступала в двух формах — в форме частной собственности и в форме гунгэн (букв. «совместная обработка земли», форма коллективного труда). В частной собственности находилась большая часть пахотных земель.
У ну существует моногамный брак. Как заключение брака, так и развод сравнительно свободны (Толстов 1965: 595).

## Поселения
Жилища сооружают двух типов: каркасные (из бамбука) и срубленные (из тонкого леса). Каркасный дом обычно однокамерный. Тип поселений, как правило, кучевой, реже разбросанный (Чебоксаров 1979: 355).

## Одежда и внешний вид
Мужчины носят халаты до колен с запа́хом слева направо или длинные рубахи, а также куртку и штаны из конопляной ткани. На ногах носят кожаные сандалии, икры ног прежде обматывали полосками ткани. Женская одежда представляет собой юбку и кофту; грудь и плечи женщины иногда закрывали просто куском ткани, проходящим под левой рукой и скреплённым на правом плече застёжкой. Украшения носят как женщины, так и мужчины. Ещё недавно был широко распространён обычай татуировки (Толстов 1965: 596).

## Пища
Основная пища — каша (особенно из кукурузы), варёные овощи, лепёшки, печёный батат. Важным подспорьем является мясо диких животных и птиц, а также рыба (Чеснов 1999: 388).

## Обычаи и верования
После смерти одного из жителей деревни покойника оставляют лежать в доме и в течение 2-3 дней приносят ему пищу трижды в день. Затем его хоронят в лесу в могиле, стенки которой забраны досками, причём труп кладут на бок. Кроме погребения в земле, ну знают и трупосожжение.
У ну существует культ природы. При совершении обряда шаман приносил в жертву духам свинью или курицу, после этого мясо их съедали все присутствующие. Среди ну, обитающих в уезде Гуншань, распространён тибетский буддизм. В последние десятилетия перед революцией в районах обитания ну в результате деятельности католических миссионеров было довольно много католиков (Толстов 1965: 597).